# Dragados

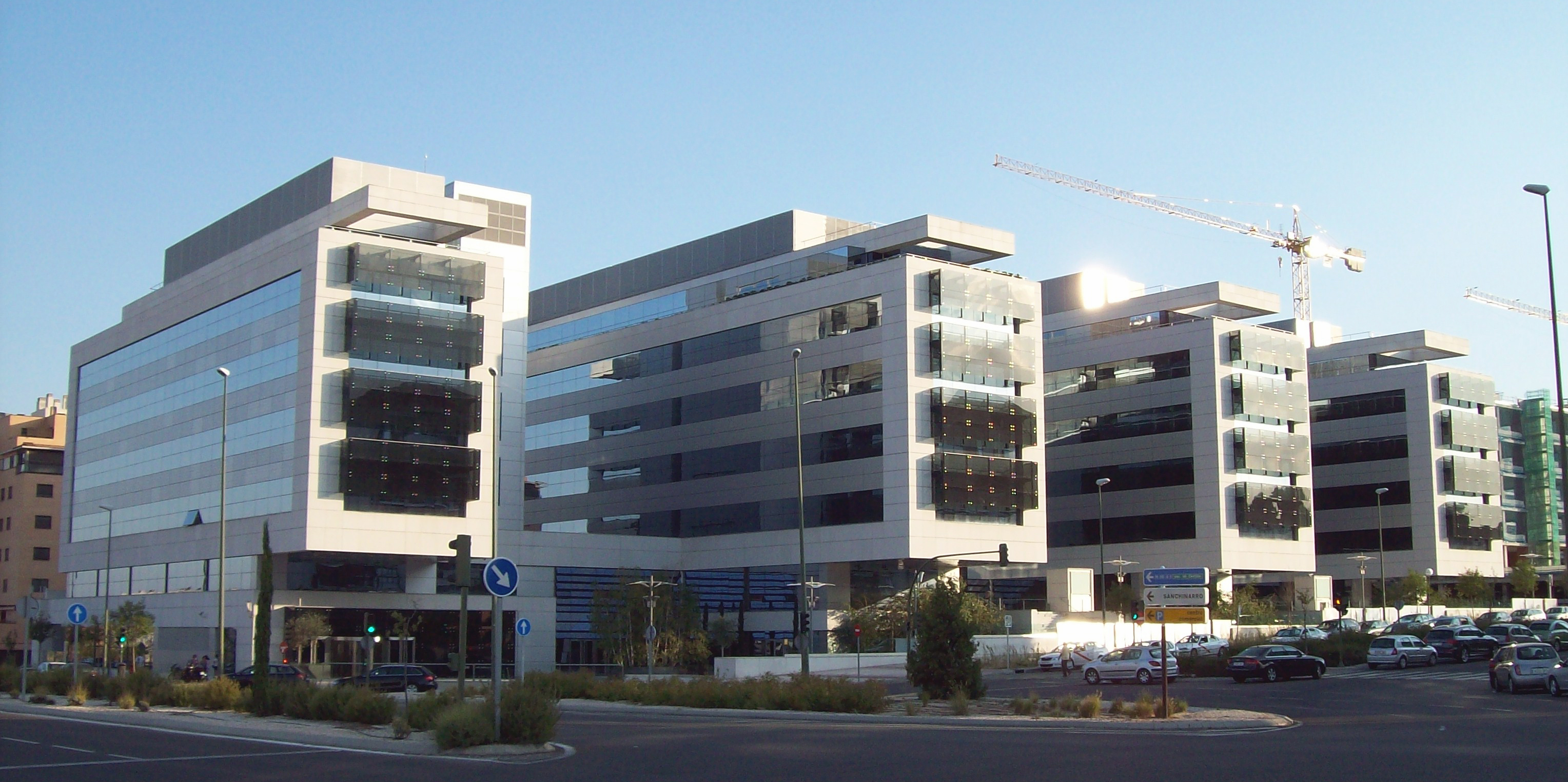
Oficines centrals de Dragados, a Madrid.

Dragados, abans Dragados y Construcciones, posteriorment Dragados, Proyecto y Obra, a continuació, Dragados, Obras y Proyectos i finalment Dragados, S.A és una empresa de construcció d'Espanya creada en 1941 i que en 2002 va passar a formar part del grup ACS.
Va ser creada en 1941 pels enginyers de camins Luis Sánchez Guerra i Ildefonso Sánchez del Río per fer front a l'execució del dic oest del port de Palma, Mallorca que els havien adjudicat per concurs.
L'empresa després de la seva fundació va acollir força enginyers que com el mateix Luis Sánchez Guerra havien sofert pretericions en la seva carrera o que havien estat expulsats de l'escalafó estatal.
L'empresa va créixer ràpidament fins a convertir-se pel 1951 en la primera empresa d'obres públiques d'Espanya.
Va tenir gran expansió internacionalment passant a formar part del Grup Dragados, que en 2002 després de la venda per 900 milions d'euros de la participació del 23,5% del banc Santander Central Hispano a la seva competidora ACS, presidida per Florentino Pérez, va passar a formar part del grup ACS.